# Irena Asanina
Irena Asanina je bila bizantska carica, a muž joj je bio car Ivan VI. Kantakuzin. Poslije je postala redovnica Eugenija. 
Njezin je otac bio epitropos Andronik Asan, sin Irene Palaiologine. Irenina je majka bila Andronikova supruga Tarchaneiotissa, kći Mihaela Doukasa Glabasa Tarchaneiotesa i njegove žene Marije Palaiologine Branaine.
Svom je mužu Irena rodila barem šestero djece, a ovo je njihov popis:
- Matej
- Manuel
- Andronik
- Marija, žena Nikifora II. Orsinija
- Teodora, žena turskog sultana Orhana
- Helena, žena Ivana V. Paleologa

Irena je bila baka Helene Asanine i Halila.